# كاثي بار
كاثي بار (بالإنجليزية: Kathy Barr)‏ هي مغنية أمريكية، ولدت في 4 يونيو 1929 في نيويورك في الولايات المتحدة، وتوفيت في 21 يونيو 2008 في هوليوود في الولايات المتحدة بسبب مرض.

## وصلات خارجية
- كاثي بار على موقع ميوزك برينز (الإنجليزية)
- كاثي بار على موقع ديسكوغز (الإنجليزية)